# Staurogyne havilandii
Staurogyne havilandii är en akantusväxtart som beskrevs av C. B. Cl. och Cornelis Eliza Bertus Bremekamp. Staurogyne havilandii ingår i släktet Staurogyne och familjen akantusväxter. Inga underarter finns listade i Catalogue of Life.